# William Renshaw
William ("Willie") Charles Renshaw (Leamington, 3 de janeiro de 1861 — Swanage, 12 de agosto de 1904) foi um tenista britânico. Foi o quarto tenista a vencer o Torneio de Wimbledon. Consagrando-se sete vezes campeão, até hoje somente Pete Sampras e Roger Federer  igualaram sua marca.
É irmão do também tenista Ernest Renshaw, que foi campeão de Wimbledon em 1888.
Renshaw entrou para o International Tennis Hall of Fame em 1983.